# Veendiep
Het Veendiep is een gekanaliseerde beek ten zuidwesten van Bellingwolde, die de verbinding vormt tussen de Westerwoldse Aa en het B.L. Tijdenskanaal in Oost-Groningen.
Het Veendiep vormt met de bijbehorende plassen, ontstaan door zandwinning en het nabijgelegen bosgebied een natuurgebied, dat dezelfde naam als het kanaal heeft gekregen: het Veendiep.

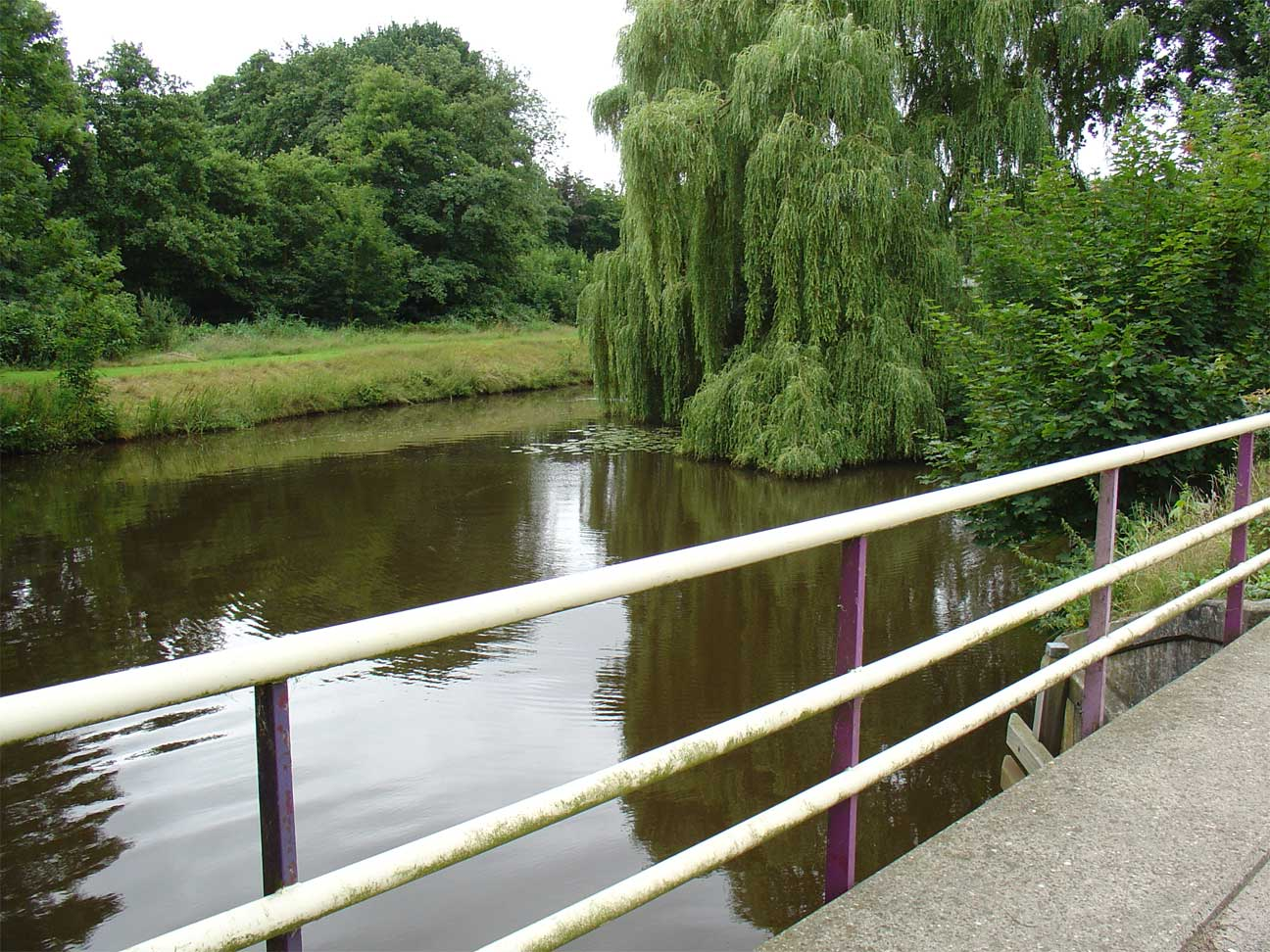
Het Veendiep nabij Bellingwolde
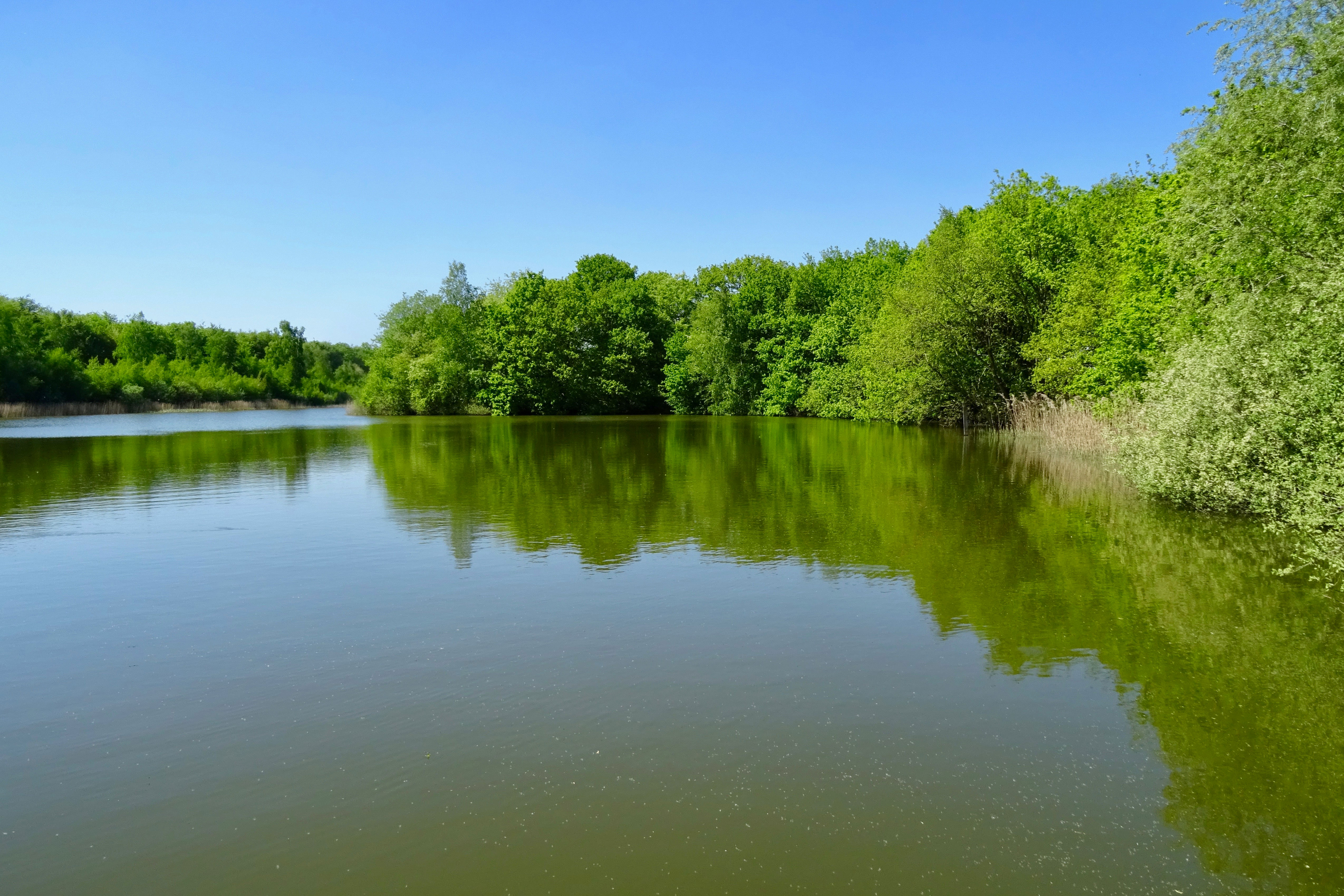
Veendiepplassen